# Tout pour le gang (album)
Albums de MMZ
N'Da
(2017)
Singles
1. Cocaïna
Sortie : 3 janvier 2016
2. Genesis
Sortie : 6 mars 2016
3. Au pied de ma tour
Sortie : 10 avril 2016
4. Tout pour le gang
Sortie : 22 mai 2016
5. Pandora
Sortie : 24 juillet 2016
6. Dans nos têtes
Sortie : 14 octobre 2016
7. Loin des étoiles
Sortie : 16 décembre 2016
8. Bulma
Sortie : 5 janvier 2017
9. Les ténèbres
Sortie : 9 avril 2017
10. Millions
Sortie : 14 avril 2017

Tout pour le gang, aussi abrégé TPLG est le premier album studio du groupe de rap MMZ, sorti le 4 novembre 2016. L'album est certifié disque d'or en France.

## Pistes
| No  | Titre                     | Durée |
| --- | ------------------------- | ----- |
| 1.  | Cocaïna                   | 5 :02 |
| 2.  | Les ténèbres              | 4 :24 |
| 3.  | Tout pour le gang         | 4 :25 |
| 4.  | Dans nos têtes            | 3 :34 |
| 5.  | Au pied de ma tour        | 5 :29 |
| 6.  | En lélélé                 | 3 :37 |
| 7.  | Les microbes              | 4 :26 |
| 8.  | Genesis                   | 4 :42 |
| 9.  | Amigo (feat. Jet)         | 3 :54 |
| 10. | Millions                  | 3 :43 |
| 11. | Pandora                   | 4 :24 |
| 12. | Bulma                     | 3 :38 |
| 13. | Panama                    | 3 :26 |
| 14. | Loin des étoiles          | 4 :07 |
| 15. | Dernier souffle           | 3 :27 |
| 16. | Quelle vie (feat. S-Pion) | 4 :44 |

## Classements
| Classement (2017)            | Meilleure position |
| ---------------------------- | ------------------ |
| Belgique (Wallonie Ultratop) | 38                 |
| France (SNEP)                | 25                 |

## Certification
| Pays          | Certification | Seuil   |
| ------------- | ------------- | ------- |
| France (SNEP) | Platine       | 100 000 |